# Chicago Story
Chicago Story war eine US-amerikanische Fernsehserie über zwei Ärzte, einen Rechts- und einen Staatsanwalt und drei Polizeibeamte in Chicago, die jeweils mit verschiedenen Aspekten eines Kriminalfalls beschäftigt waren. Dabei agieren die Hauptfiguren teils mit-, aber auch gegeneinander.

## Episoden
- 1.01 Kettenreaktion (Who Needs The Truth?)
- 1.02 Großstadtlichter (Bright Lights, Big City)
- 1.03 Duttons Gesetz (Dutton’s Law)
- 1.04 Epidemie (Epidemic)
- 1.05 Geiselnahme (Hostage Taker)
- 1.06 Im Untergrund (Subterranean Blues)
- 1.07 Vogelfrei (Outside The Law)
- 1.08 Leben und Tod (Bad Blood)
- 1.09 Feindseliges Land, Teil 1 (Not Quite Paradise (1))
- 1.10 Feindseliges Land, Teil 2 (Not Quite Paradise (2))
- 1.11 Die Herausforderung (Performance)
- 1.12 Vendetta (Vendetta)
- 1.13 Zerreißprobe (Half A Chance)